# Hodgesiella quagella
Hodgesiella quagella là một loài bướm đêm thuộc họ Cosmopterigidae. Nó được tìm thấy ở Turkmenistan, Uzbekistan và Afghanistan.
Con trưởng thành bay vào tháng 5.
Ấu trùng ăn Convolvulus fruticosus.